# Christopher Mbamba
Christopher Mbamba, född 30 april 1992 i Harare, Zimbabwe, är en svensk fotbollsspelare som spelar för Assyriska BK.

## Karriär
Mbamba spelade i IFK Göteborgs U19-lag mellan 2009 och 2011, tillsammans med blivande a-lagsstjärnor som Sam Larsson, Sebastian Ohlsson och David Moberg Karlsson. Han spelade dock aldrig någon tävlingsmatch för a-laget, utan fortsatte sedan sin karriär i Qviding FIF innan han flyttade utomlands och spelade för flera norska klubbar samt Port Vale i engelska League One.
Inför säsongen 2018 återvände Mbamba till Sverige och skrev på för division 1-klubben Oskarshamns AIK. I april 2019 gick han till ligakonkurrenten IK Oddevold. I juli 2019 lämnade Mbamba klubben. I januari 2020 meddelade Assyriska BK att Mbamba var klar för klubben. Han spelade dock inga matcher för klubben. Säsongen 2021 spelade Mbamba sex matcher och gjorde ett mål för Götaholms BK i division 5.
Inför säsongen 2022 återvände han till division 2-klubben Assyriska BK.